# Ceremonia de La Paach
La ceremonia de La Paach o Nan Pa’ch, es un ritual de veneración del maíz que se celebra en el municipio de San Pedro Sacatepéquez. Se trata de un acto de acción de gracias a la Santa Madre María o Santa Paach por la buena cosecha obtenida que pone en contacto la vinculación existente entre los seres humanos y la naturaleza, fue declarada Patrimonio Cultural Inmaterial de la Humanidad el 3 de diciembre de 2013.

## Origen
La Paach que en idioma indígena mam significa "Cabeza de maíz de dos o más cabezas", es un ritual que venera al maíz y comprende actos de ofrenda con plegarias pronunciadas en lengua maya, bailes y comidas a base de ese grano. Los hombres y mujeres de avanzada edad visten las mazorcas de maíz con sus trajes tradicionales, pronuncian las plegarias a la Santa Paach durante las ceremonias y ejecutan bailes al son de la marimba.
Está conformado por dos, tres o más mazorcas unidas entre sí, interrelacionando la cultura maya mam, con el respeto de la madre tierra para poder conservar el equilibrio entre el hombre, naturaleza y el cosmos.

## Celebración
Es practicada todos los años del 25 de julio al 4 de octubre, como parte de los ritos sincréticos a la "madre tierra" adoptados por la religión católica tras la conquista de los españoles en 1492. Su celebración ocurre tras la cosecha del maíz, y en homenaje a Santiago Apóstol y San Francisco de Asís.